# Cirrhipathes densiflora
Cirrhipathes densiflora är en korallart som beskrevs av Silberfeld 1909. Cirrhipathes densiflora ingår i släktet Cirrhipathes och familjen Antipathidae. Inga underarter finns listade i Catalogue of Life.